# NGC 1803
NGC 1803 ist eine Spiralgalaxie mit ausgedehnten Sternentstehungsgebieten vom Hubble-Typ SBbc im Sternbild Maler am Südsternhimmel. Sie ist schätzungsweise 174 Millionen Lichtjahre von der Milchstraße entfernt und hat einen Durchmesser von etwa 70.000 Lichtjahren. Gemeinsam mit PGC 16720 bildet sie ein gravitativ gebundenes Galaxienpaar.
Das Objekt wurde am 28. Dezember 1834 von dem Astronomen John Herschel mithilfe seines 18,7-Zoll-Spiegelteleskops entdeckt und in der Folge im New General Catalogue verzeichnet.